# Cartierul chinezesc (Yokohama)

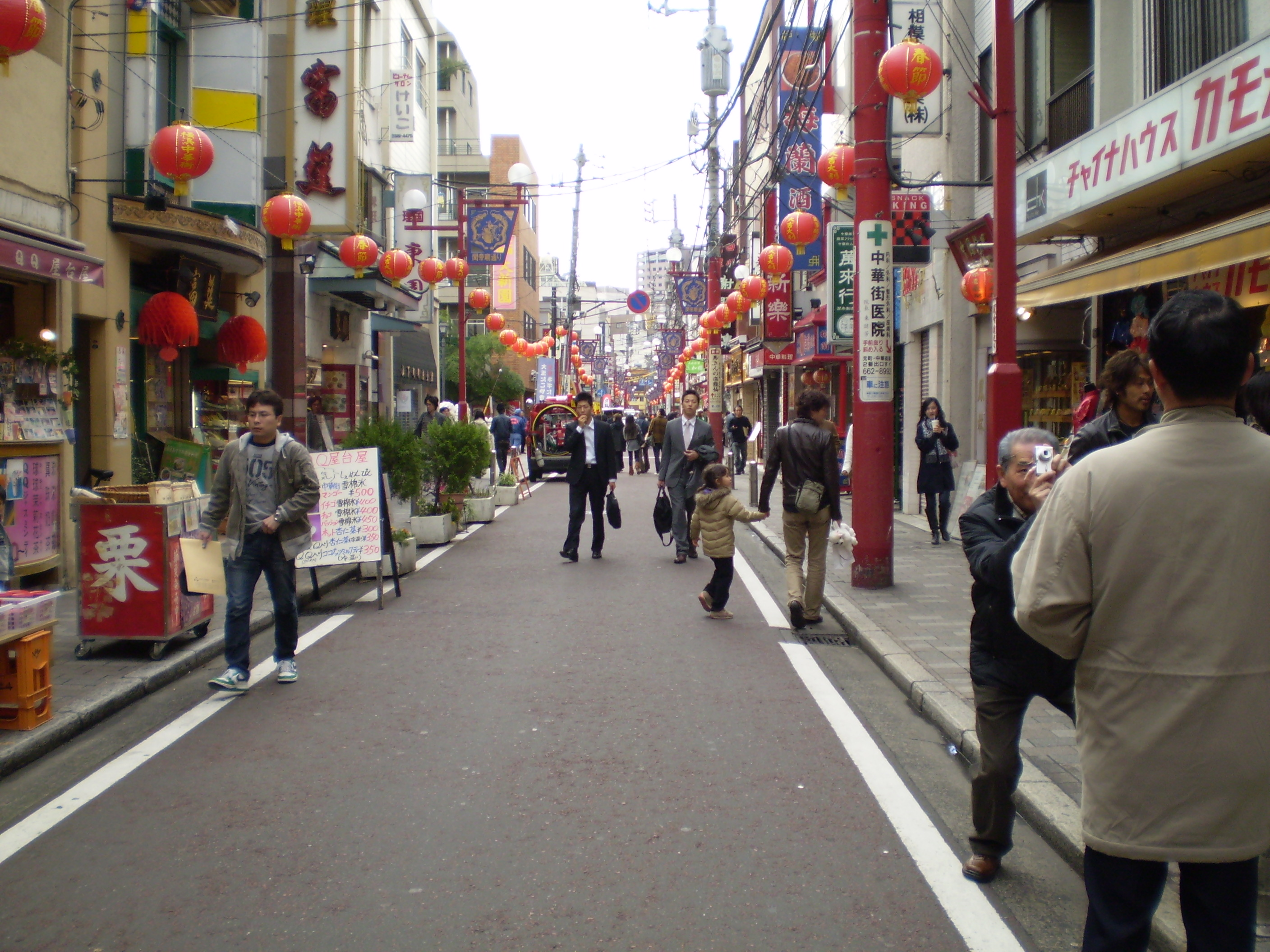
Stradă din cartierul chinezesc

Cartierul chinezesc din Yokohama (横浜中華街?) este cel mai mare cartier de acest fel, nu numai din Japonia ci și din Asia (exceptând China).

## Istoria
Cartierul chinezesc din Yokohama își are începuturile când au venit comercianții occidentali în Japonia, portul Yokohama fiind deschis comerțului cu unele țări străine în 1859. Acești comercianți, mulți dintre ei cu experiență din China, au adus cu ei din China compradori, schimbători de valută, bucătari, servitori chinezi, iar mai apoi au venit și alte grupuri sociale.
Cartierul s-a fost numit de japonezi până în 1955 Nankinmachi (南京町 „Orașul Nanking”?), iar chinezii care locuiau acolo îl numeau Tōjinmachi (唐人町 „Orașul chinezilor”?).
Printre primele clădiri pe care imigranții chinezi le-au construit au fost Templul Kuang Di Miao (関帝廟 Kanteibyō?) (construit în 1862), o școală chinezească, un teatru-cum-restaurant (Kaiho-ro (會芳亭 Kaihōtei?) și o „Casă a comunității” (construită în 1867). Deoarece dinastia Ching nu avea un tratat cu Japonia cum aveau țările occidentale (care le dădea drept la extrateritorialitate), imigranții chinezi trebuiau să se înregistreze cu autoritățile din Kanagawa, iar această Casă era folosită și ca un fel de birou de imigrație unde aceste înregistrări aveau loc.

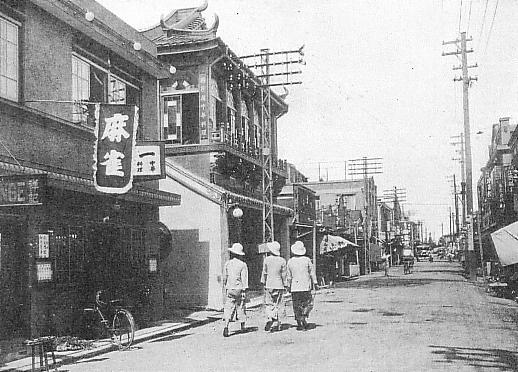
Cartierul chinezesc, cca. 1930

Numărul chinezilor din Yokohama a fost cca. 1.000 în 1868, iar în 1909 erau înregistrați 6.280 de chinezi în Yokohama. Majoritatea lor (4/5) erau din Canton.
După marele cutremur din 1 septembrie 1923 din Tokio-Yokohama (în care au murit ca. 100.000 oameni, și 1,9 milioane au rămas fără adăpost), mulți chinezi s-au întors în China, populația reducându-se la 200 de locuitori, dar până la sfârșitul anilor 1920, populația a atins din nou cifra de 3.000 de locuitori.
Bombardamentele de la sfârșitul celui de-al doilea război mondial a distrus cartierul chinezesc aproape în întregime. Comunitatea a reconstruit templul Kuang Di Miao și școala chinezească în 1946, iar odată cu ocazia războiului inter-coreean (1950-1953) mulți militari americani veneau la Yokohama în permisie, cartierul chinezesc fiind un loc preferat pentru relaxare.

## Așezarea
Străzile principale ale cartierului chinezesc sunt construite la un unghi de ca. 20° față de străzile vechiului cartier extrateritorial al occidentalilor. 
Cartierul are 10 porți de intrare, Poarta Zenrimon fiind construită în 1955, iar alte 4 porți principale între 1971 -1977. Porțile sunt orientate conform legilor feng shui, iar culorile lor reflectă cosmologia chineză veche.

## Festival
În fiecare an, cu ocazia Anului nou chinezesc, are loc un festival care durează cam o săptămână.

## Transport
Se poate merge cu trenul, autobuzul, vaporașul sau automobilul:
- De la Gara Yokohama sau Gara Sakuragichō sunt linii de autobuz care merg la Cartierul chinezesc.
- Din 2004, când s-a deschis linia de metrou Minatomirai, cartierul chinezesc este ușor accesibil de la stația „Motomachi-Chukagai”.
- Linia de tren Negishi are oprire la gara „Ishikawachō”, de unde se merge pe jos.
- Din apropierea Gării Yokohama se poate merge cu vaporașul până în parcul „Yamashita”, de unde se merge pe jos.

## Galerie

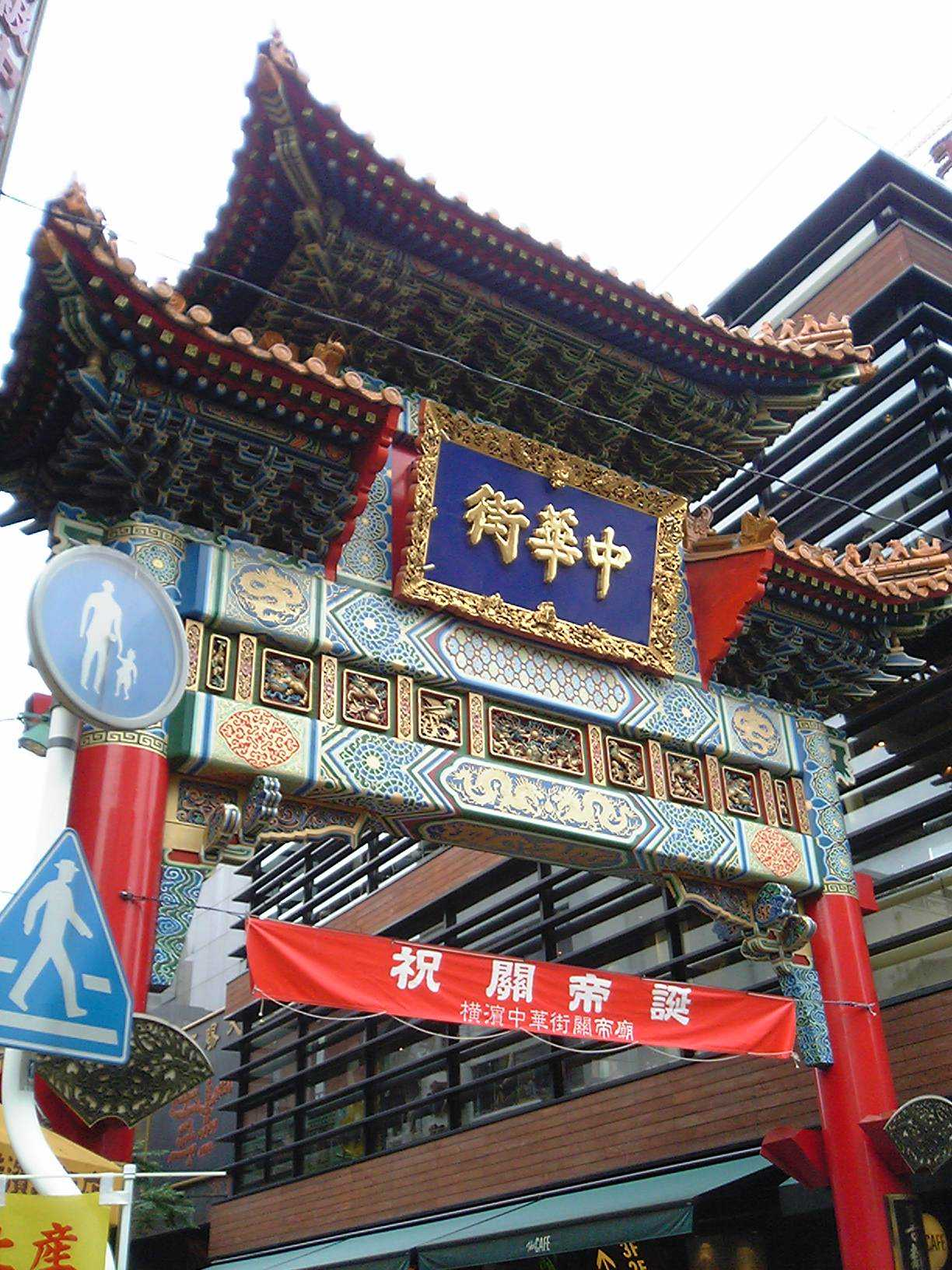
Poarta roşie Zenrinmon („Poarta prieteniei între vecini”)
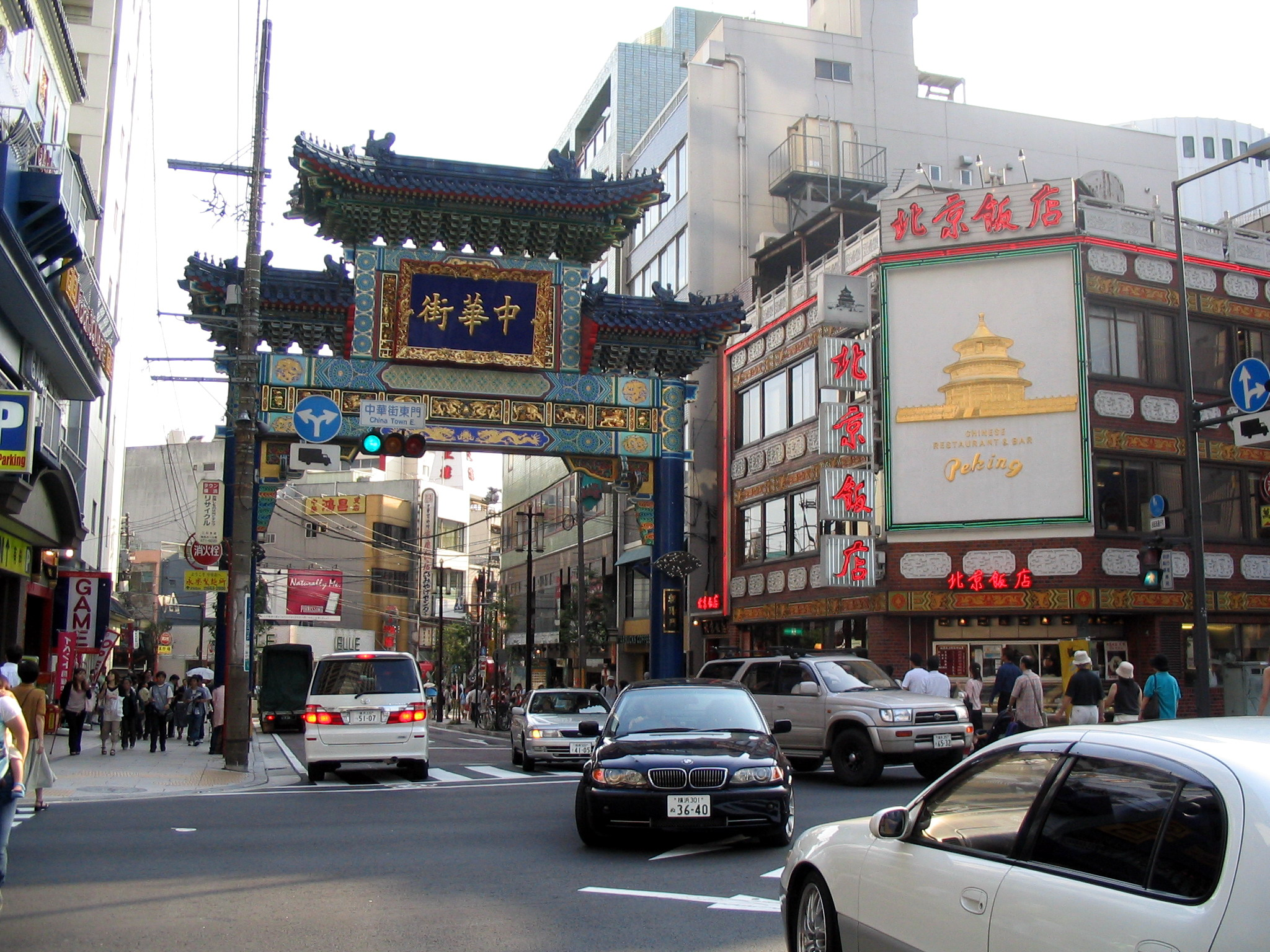
Poarta albastră Chōyōmon
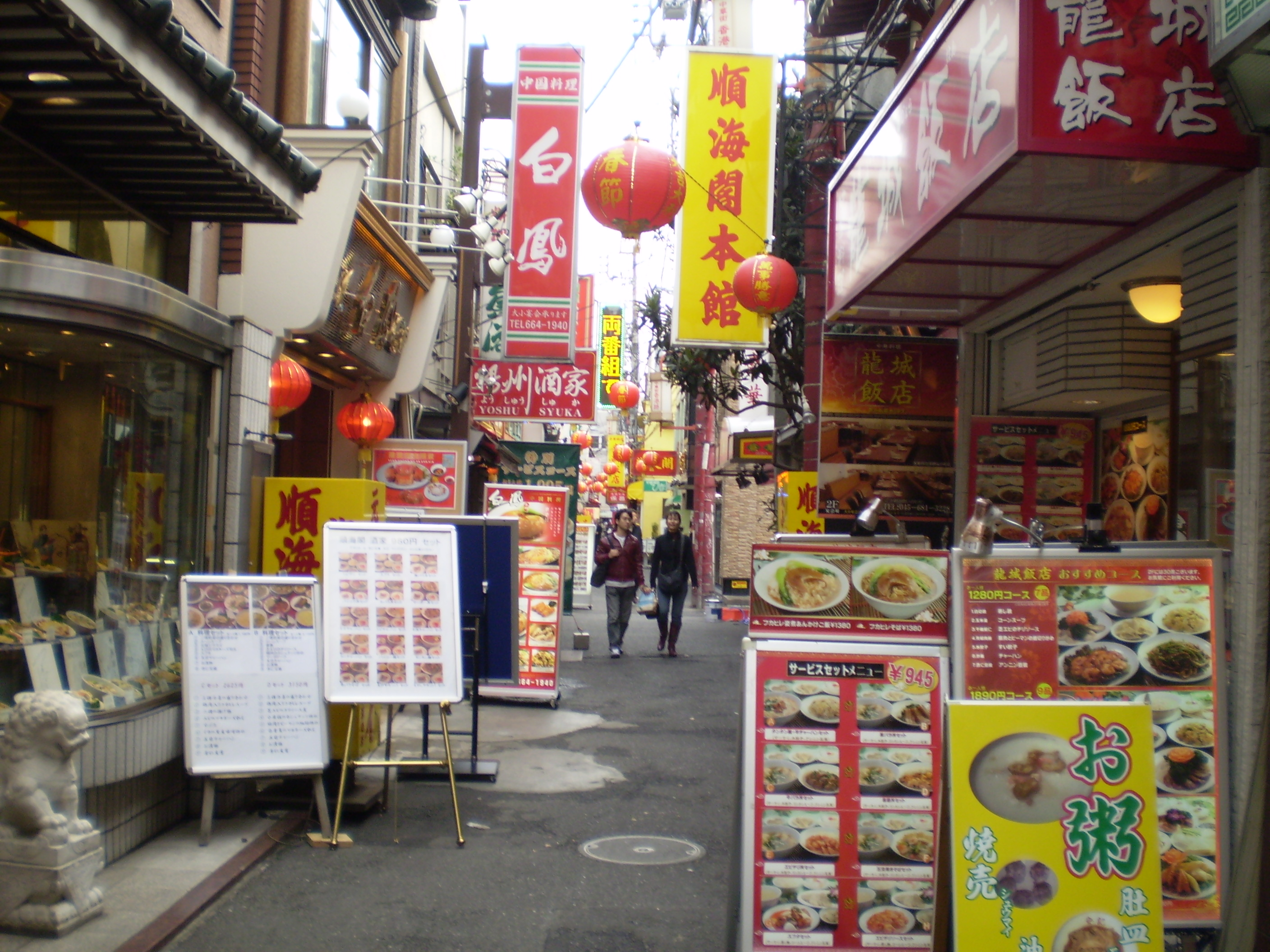
Străduţă